# Argentina en los Juegos Olímpicos de Sochi 2014
Argentina estuvo representada en los Juegos Olímpicos de Sochi 2014 por un total de siete deportistas (cuatro hombres y tres mujeres) que compitieron en dos deportes. Responsable del equipo olímpico fue el Comité Olímpico Argentino, así como las federaciones deportivas nacionales de cada deporte con participación.
El portador de la bandera en la ceremonia de apertura fue el esquiador alpino Cristian Simari y en la ceremonia de clausura el esquiador alpino Sebastiano Gastaldi. El equipo olímpico argentino no obtuvo ninguna medalla en estos Juegos.

## Esquí alpino
Seis deportistas participaron en esquí alpino: Cristian Simari, Macarena Simari Birkner, Sebastiano Gastaldi, Jorge Birkner Ketelhohn, Julietta Quiroga y Salomé Báncora.
Masculino
| Atleta                  | Evento          | 1.ª ronda  | 1.ª ronda  | 2.ª ronda  | 2.ª ronda  | Total      | Total      |
| Atleta                  | Evento          | Tiempo     | Posición   | Tiempo     | Posición   | Tiempo     | Posición   |
| ----------------------- | --------------- | ---------- | ---------- | ---------- | ---------- | ---------- | ---------- |
| Sebastiano Gastaldi     | Eslalon         | 53,24      | 46         | No terminó | No terminó | No terminó | No terminó |
| Sebastiano Gastaldi     | Eslalon gigante | No terminó | No terminó | No terminó | No terminó | No terminó | No terminó |
| Jorge Birkner Ketelhohn | Súper gigante   | —          | —          | —          | —          | 1:23,89    | 49         |
| Jorge Birkner Ketelhohn | Súper combinada | 2:01,05    | 46         | No terminó | No terminó | No terminó | No terminó |
| Jorge Birkner Ketelhohn | Eslalon         | No terminó | No terminó | No terminó | No terminó | No terminó | No terminó |
| Jorge Birkner Ketelhohn | Eslalon gigante | No terminó | No terminó | No terminó | No terminó | No terminó | No terminó |
| Cristian Simari         | Descenso        | —          | —          | —          | —          | No empezó  | No empezó  |
| Cristian Simari         | Súper gigante   | —          | —          | —          | —          | 1:23,36    | 47         |
| Cristian Simari         | Súper combinada | 1:59,63    | 43         | 56,46      | 27         | 2:56,09    | 29         |
| Cristian Simari         | Eslalon         | No terminó | No terminó | No terminó | No terminó | No terminó | No terminó |
| Cristian Simari         | Eslalon gigante | 1:26,02    | 40         | 1:27,89    | 40         | 2:53,91    | 40         |

Femenino
| Atleta                  | Evento          | 1.ª ronda  | 1.ª ronda  | 2.ª ronda  | 2.ª ronda  | Total      | Total      |
| Atleta                  | Evento          | Tiempo     | Posición   | Tiempo     | Posición   | Tiempo     | Posición   |
| ----------------------- | --------------- | ---------- | ---------- | ---------- | ---------- | ---------- | ---------- |
| Salomé Báncora          | Eslalon         | 59,26      | 31         | 56,26      | 26         | 1:55,52    | 25         |
| Salomé Báncora          | Eslalon gigante | 1:25,88    | 50         | 1:26,16    | 47         | 2:52,04    | 47         |
| Julietta Quiroga        | Eslalon         | No terminó | No terminó | No terminó | No terminó | No terminó | No terminó |
| Julietta Quiroga        | Eslalon gigante | No terminó | No terminó | No terminó | No terminó | No terminó | No terminó |
| Macarena Simari Birkner | Descenso        | —          | —          | —          | —          | 1:46,44    | 32         |
| Macarena Simari Birkner | Súper gigante   | —          | —          | —          | —          | 1:31,10    | 26         |
| Macarena Simari Birkner | Súper combinada | 1:48,87    | 31         | 55,06      | 18         | 2:43,93    | 20         |
| Macarena Simari Birkner | Eslalon         | 59,82      | 36         | 56,69      | 29         | 1:56,51    | 27         |
| Macarena Simari Birkner | Eslalon gigante | 1:24,74    | 44         | 1:23,11    | 37         | 2:47,85    | 39         |

## Esquí de fondo
Un deportista participó en esquí de fondo: Federico Cichero.
Masculino
| Atleta           | Evento        | Tiempo  | Posición |
| ---------------- | ------------- | ------- | -------- |
| Federico Cichero | 15 km clásico | 49:11,3 | 83       |